# نكستر
نكستر (بالفرنسي:Nexter) (سابقا جيات إندستريز، بالفرنسي:GIAT Industries) هي شركة تعمل في صناعة الأسلحة و هي مملوكة من قبل الحكومة الفرنسية. تستخدم منتجتها الجيش الفرنسي و جيوش أخرى حول العالم. من منتجتها:
- دبابة القتال الرئيسية لوكلير؛
- أي أم أكس-10؛
- نظام مسح الألغام عن بعد؛[10]
- في بي سي آي و هي عربة مشاة قتالية؛[11]
- المدفع سيزر عيار 155 مم؛
- المدفع أل.دي.آي نوع الثاني 105 عيار 105 مم؛
- المدفع أي.يو.أف1 تي.أي 155 عيار 155 مم؛[12]

في عام 2006 تم تحويل شركة جيات إندستريز إلى نكستر في برنامج إعادة هيكلة والتي بدأت في 2004.